# София Санти
София Санти (англ. Sophia Santi, род. 6 декабря 1981 года, Виннипег, Канада) — канадская порноактриса и режиссёр.

## Биография
София родилась 6 декабря 1981 года в канадском городе Виннипег. Позже семья переехала в Ванкувер, где София жила до 18 лет. Настоящее имя девушки Анжела Стеттнер. У неё румынские, монгольские, ирландские, немецкие и индейские корни.
Окончив школу, София переехала на родину своей матери, в штат Аризону, США. Там она поступила в технический колледж, а когда ей исполнилось 20 лет, переехала в Лос-Анджелес.
В Лос-Анджелесе девушка сразу же стала работать моделью, позируя обнаженной для мужских журналов, под псевдонимом Наталья Круз. Она стала девушкой месяца по версии журнала Penthouse в ноябре 2002 года.
Экзотическая красота, фотогеничность и сексуальность Софии постоянно привлекала внимание агентов порностудий. Ей поступало огромное количество предложений, и в 2003 году она начала сниматься в фильмах для взрослых. Её первые фильмы были сняты в жанре хардкор, девушка легко вошла в самый откровенный порножанр, непринужденно и темпераментно занимаясь сексом перед камерой.
В 2005 году актриса подписала эксклюзивный контракт со студией Digital Playground и, по условиям контракта, сменила сценическое имя, официально став Sophia Santi. В этом же году журнал Penthouse назвал её девушкой года.

## Личная жизнь
В возрасте 18 лет, Санти сделала себе тату в виде большого японского дракона, который занял большую часть её спины.
По данным на 2020 год, София Санти снялась в 151 порнофильме и срежиссировала 1 порноленту.

## Фильмография (выборочно)
- Just Girls
- My First Porn 11
- Dreams and Desires
- Slave For A Night
- Dirty Work
- All Girl Collection
- This Ain’t Hawaii Five O XXX
- Posh Kitten
- Guilty Pleasures
- Girl Play
- Young, Hot and Lesbian
- Pretty In Pink

## Награда и номинации
| Год  | Церемония  | Итог      | Награда | Картина                                 |
| ---- | ---------- | --------- | --- | --------------------------------------- |
| 2006 | FAME Award | Номинация | Rookie Starlet of the Year | н/д                                     |
| 2006 | FAME Award | Номинация | Hottest Body | н/д                                     |
| 2007 | AVN Award  | Победа    | Best All-Girl Sex Scene, Video (с Teagan Presley, Jesse Jane & Jana Cova) | Island Fever 4                          |
| 2007 | AVN Award  | Номинация | Best All-Girl Sex Scene, Video (с Jessie Capelli) | Deep In Style                           |
| 2007 | FAME Award | Номинация | Hottest Body | н/д                                     |
| 2008 | AVN Award  | Победа    | Best All-Girl Sex Scene, Video (с Alektra Blue, Sammie Rhodes, Angie Savage & Lexxi Tyler) | Babysitters                             |
| 2008 | FAME Award | Номинация | Hottest Body | н/д                                     |
| 2009 | AVN Award  | Номинация | Best All-Girl 3-Way Sex Scene (с Дженавив Джоли & Нина Мерседес) | Chop Shop Chicas                        |
| 2009 | AVN Award  | Номинация | Best Group Sex Scene (с Mikayla Mendez, Kaylani Lei, Evan Stone & Barry Scott) | The Wicked                              |
| 2009 | AVN Award  | Победа    | Best All-Girl Group Sex Scene (с Jesse Jane, Shay Jordan, Stoya, Adrianna Lynn, Brianna Love, Lexxi Tyler, Memphis Monroe & Прия Рай                                                                                                  | Cheerleaders                            |
| 2010 | AVN Award  | Номинация | Best All-Girl Three-Way Sex Scene (с Angie Savage & Никки Бенц) | Penthouse Variations: Slave for a Night |
| 2011 | AVN Award  | Номинация | Best All-Girl Group Sex Scene ((вместе с Бриджит Би, Бринн Тайлер, Чарли Чейз, Кортни Каммз, Джейден Джеймс, Джулия Энн, Kirra Lynne, Мисси Стоун, Моник Александр, Никки Роудс, Raylene, Сара Ванделла, Велисити Вон, Мэделин Мэри)) | Girlvana 5                              |
| 2011 | AVN Award  | Номинация | Best All-Girl Group Sex Scene (с Sandee Westgate, Angie Savage & Alektra Blue) | Speed                                   |